# پارک ملی آکاری
پارک ملی آکاری (به پرتغالی: Acari National Park) یک پارک ملی در برزیل است که در آمازوناس (برزیل) واقع شده‌است.